# WISE 0855−0714
WISE 0855−0714 (định danh đầy đủ là WISE J085510.83−071442.5) là một sao lùn nâu hoặc hành tinh lang thang cách xa Trái Đất 223±004 parsecs (727±013 light-years), do Kevin Luhman công bố vào tháng 4 năm 2014 bằng cách sử dụng dữ liệu từ Wide-field Infrared Survey Explorer (WISE).  Tính đến  năm 2014, WISE 0855−0714 có chuyển động riêng cao thứ ba (8118±8 mas/yr)  sau Sao Barnard (10300 mas/yr) và Sao Kapteyn (8600 mas/yr)  và thị sai lớn thứ tư (449±8 mas)  của bất kỳ ngôi sao hoặc sao lùn nâu nào được biết đến, có nghĩa là nó là hệ thống ngoài hệ mặt trời gần thứ tư so với Mặt Trời.  Nó cũng là vật thể lạnh nhất thuộc loại được tìm thấy trong không gian giữa các vì sao, có nhiệt độ trong khoảng 225 đến 260 K (−48 đến −13 °C; −55 đến 8 °F).

## Đặc tính

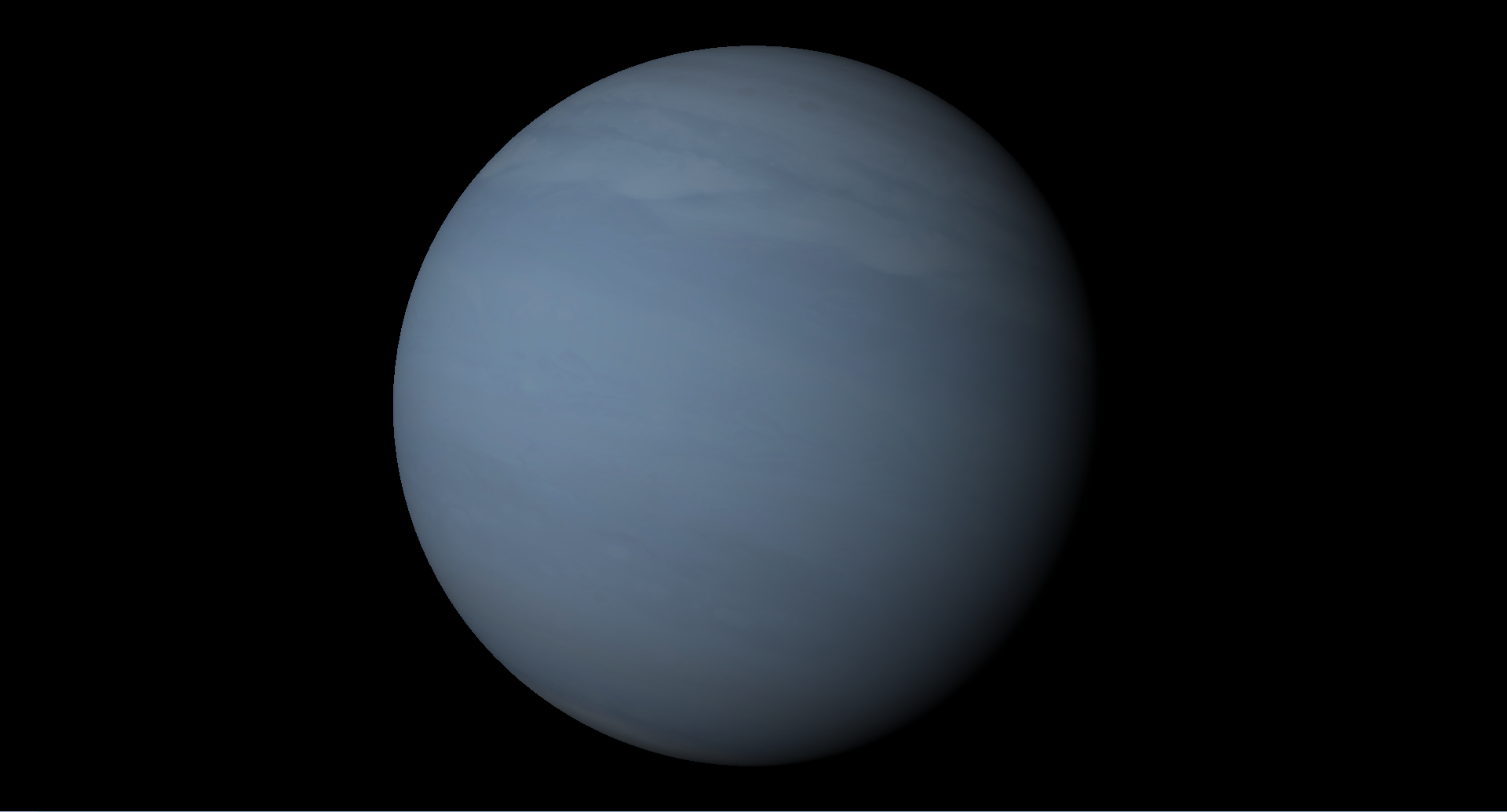
Hình vẽ giả tưởng về WISE 0855-0714 trên phần mềm Celestia

### Quan sát

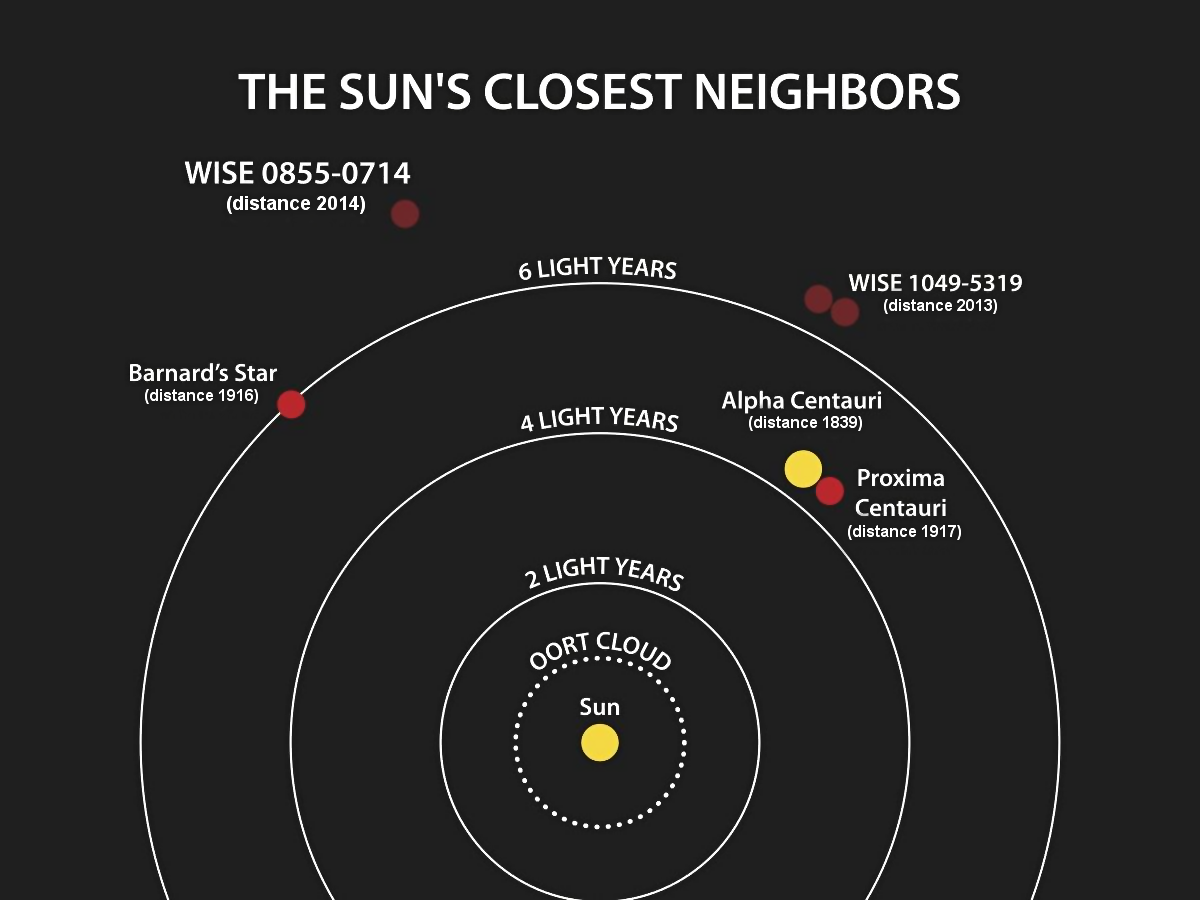
Các ngôi sao và sao lùn nâu, bao gồm WISE 0855−0714, gần nhất với khoảng cách năm của Mặt trời đã được xác định.

Vật thể WISE được phát hiện vào tháng 3 năm 2013 và các quan sát tiếp theo được chụp bởi Kính viễn vọng Không gian Spitzer và Kính viễn vọng Bắc Gemini.  Tên WISE J085510.83−071442.5 bao gồm tọa độ và chỉ ra rằng đối tượng nằm trong chòm sao Hydra.

### Khoảng cách và chuyển động riêng
Dựa trên các quan sát trực tiếp, WISE 0855−0714 có thị sai lớn, đặc biệt liên quan đến khoảng cách của nó với Hệ mặt trời. Hiện tượng này dẫn đến khoảng cách khoảng 727±013 light-years  với một nhỏ sai số do sức mạnh của hiệu ứng thị sai và sự rõ ràng của các quan sát. Chuyển động riêng của WISE 0855−0714 trên bầu trời cũng được quan sát trực tiếp theo thời gian, khiến nó nổi bật trong các quan sát, nhưng chuyển động thích hợp tự nó là sự kết hợp giữa tốc độ của nó trong vùng lân cận thiên hà so với Hệ mặt trời cũng như sự gần gũi của nó đến Hệ mặt trời. Nếu nó di chuyển chính xác nhanh nhưng xa hơn, nếu nó di chuyển chậm hơn nhưng gần hơn, hoặc nếu nó di chuyển nhanh hơn gần Mặt trời nhưng di chuyển ở một góc cao về phía trước hoặc xa Mặt trời, thì nó sẽ có chuyển động riêng nhỏ hơn

### Quang phổ
Độ chói của nó trong các dải hồng ngoại nhiệt khác nhau kết hợp với cấp sao tuyệt đối của nó vì khoảng cách đã biết của nó đã được sử dụng để đặt nó trong bối cảnh của các mô hình khác nhau; đặc tính tốt nhất về độ sáng của nó là ở dải W2 là 46 μm ở cấp sao biểu kiến là 1389±005, mặc dù nó sáng hơn trong vùng hồng ngoại sâu hơn. Hình ảnh hồng ngoại được chụp bằng Kính viễn vọng Baade Magellan cho thấy bằng chứng về những đám mây có nước.

### Hiểu biết dựa trên mô hình
Dựa trên các mô hình của sao lùn nâu WISE 0855−0714 được ước tính có khối lượng từ 3 đến 10 lần MJup. Khối lượng này nằm trong phạm vi của một sao lùn nâu phụ hoặc vật thể có khối hành tinh khác.
Kể từ năm 2003, Liên minh Thiên văn Quốc tế đã xem xét một vật thể có khối lượng trên 13 MJup, có khả năng hợp nhất deuterium, là một sao lùn nâu. Một vật thể nhẹ hơn và quay quanh một vật thể khác được coi là một hành tinh. Cho đến nay, vật thể WISE này chỉ có một mình, mặc dù nó có thể là một hành tinh lang thang, một loại hành tinh lần đầu tiên được xác định vào năm 2004 trong trường hợp của Cha 110913-773444.
Kết hợp độ sáng, khoảng cách và khối lượng của nó, nó được ước tính là sao lùn nâu được biết đến lạnh nhất, với nhiệt độ hiệu quả được mô hình hóa từ 225 đến 260 K (−48 đến −13 °C; −55 đến 8 °F), tùy thuộc vào mô hình lựa chọn.
| không khung · không khung |